# Drenov Klanac
Drenov Klanac falu Horvátországban Lika-Zengg megyében. Közigazgatásilag Otocsánhoz tartozik.

## Fekvése
Zenggtől légvonalban 24 km-re, közúton 34 km-re délkeletre, községközpontjától légvonalban 8 km-re, közúton 12 km-re északnyugatra a Kis-Kapela déli lábainál egy szorosban fekszik.

## Története
Területén már a bronzkorban és a vaskorban is éltek emberek. Ezt igazolja az a gazdag mellékletekkel feltárt késő bronzkori és kora vaskori illír temető, melyet itt találtak. 
A település neve somfás szorost jelent, mivel a hosszan elnyúló falu egy szorosban fekszik. A szerb többségű település a 17. század közepén 1658-ban keletkezett amikor a török elől menekülő pravoszláv vallású vlahokat telepítettek erre a vidékre. Lakói a letelepítés fejében a török elleni harcokban katonai szolgálatot láttak el. Mivel a közeli Berlog és Gusić várai már 1575-ben török kézre kerültek és lerombolták őket a várakhoz vezető szoros védelmére Zrínyi Péter horvát bán egy hengeres őrtornyot építtetett, melyet a nép Šimšanovkának nevezett el. 
A település a katonai határőrvidék részeként az otocsáni határőrezredhez tartozott. 1857-ben 641,  1910-ben 952 lakosa volt. A trianoni békeszerződésig Lika-Korbava vármegye Otocsáni járásához tartozott. Ezt követően előbb a Szerb–Horvát–Szlovén Királyság, majd Jugoszlávia része lett. A honvédő háború előtt lakosságának háromnegyede szerb, egynegyede horvát volt. 1991 szeptembere és decembere között súlyos harcok folytak a település birtoklásáért, mely többször is gazdát cserélt. A horvát haderő ellentámadása során szerb lakossága elmenekült. A falunak 2011-ben mindössze 40 lakosa volt.

## Lakosság
| Lakosság változása | Lakosság változása | Lakosság változása | Lakosság változása | Lakosság változása | Lakosság változása | Lakosság változása | Lakosság változása | Lakosság változása | Lakosság változása | Lakosság változása | Lakosság változása | Lakosság változása | Lakosság változása | Lakosság változása | Lakosság változása |
| ------------------ | ------------------ | ------------------ | ------------------ | ------------------ | ------------------ | ------------------ | ------------------ | ------------------ | ------------------ | ------------------ | ------------------ | ------------------ | ------------------ | ------------------ | ------------------ |
| 1857               | 1869               | 1880               | 1890               | 1900               | 1910               | 1921               | 1931               | 1948               | 1953               | 1961               | 1971               | 1981               | 1991               | 2001               | 2011               |
| 641                | 0                  | 755                | 876                | 968                | 952                | 630                | 842                | 569                | 516                | 404                | 344                | 263                | 205                | 36                 | 40                 |

## Nevezetességei
A Zrínyi Péter által építtetett Šimšanovka torony romjai mintegy öt méter magasságban ma is láthatók. A torony a kerülete mintegy nyolc méter lehet. A fennmaradt részén három, különböző kialakítású lőrés látható. Aknaveszély miatt nem látogatható.